# NGC 2558
NGC 2558 is een spiraalvormig sterrenstelsel in het sterrenbeeld Kreeft. Het hemelobject werd op 13 februari 1787 ontdekt door de Duits-Britse astronoom William Herschel.

## Synoniemen
- UGC 4331
- MCG 4-20-22
- ZWG 119.50
- NPM1G +20.0168
- PGC 23337